# Las Perdidas
Las Perdidas es el nombre con el que se conoce al proyecto artístico integrado por Wendy Guevara y Paola Suárez, youtubers, influencers, actrices, empresarias y cantantes transgénero mexicanas, que alcanzaron notoriedad en redes sociales e internet a mediados de la década de los años 2010, para posteriormente incursionar en la televisión y la música.
Paola y Wendy saltaron a la fama en el año 2017 gracias a un video que se viralizo en redes y que fue galardonado con un premio MTV MIAW en ese mismo año. A partir de ese momento, comenzaron a compartir contenido en diversos canales de YouTube, alcanzando gran popularidad. Al dúo se sumó finalmente Kimberly "La más preciosa" quién, aunque no aparece en el video viral original, comenzó a compartir contenido con ellas poco después. Además de compartir contenido en diversas redes (principalmente YouTube, Instagram y TikTok), las tres han incursionado en diversos ámbitos como la televisión, la música, los shows de transformismo, el mundo empresarial y el modelaje.

## Integrantes y biografía

### Paola Suárez
Paola nació en el barrio de San Juan de El Coecillo, en León, Guanajuato, México el 21 de marzo de 1992 bajo el nombre de Christian Ulises Suárez Trujillo. Paola afirma que su identidad femenina se manifestó en ella desde temprana edad. Esta situación le acarreó burlas y acosos en la escuela y en el barrio. Se crio parte de su infancia y adolescencia con su abuela. Comenzó a utilizar indumentaria femenina a escondidas de su familia. Con el paso del tiempo, finalmente obtuvo el apoyo familiar. Con 17 años de edad, Paola comenzó a ejercer el trabajo sexual. Primero trabajó en las calles de León; finalmente se mudó a la Ciudad de México, donde ejerció el trabajo sexual durante seis años. Paola también se enfrentó al complejo mundo de los procedimientos estéticos erráticos por el que atraviesan muchas mujeres trans y que, afortunadamente, no han dejado secuelas más graves en su salud. Paola tomó su nombre femenino de uno de los personajes encarnados por la actriz Gabriela Spanic (Paola Bracho) en la telenovela La usurpadora (1998) (anteriormente había utilizado de forma fugaz el nombre de "Deseo").

### Wendy Guevara
Wendy Guevara nació en el barrio de San Juan de El Coecillo, en León de Los Aldama, Guanajuato el 12 de agosto de 1993 bajo el nombre de Luis Carmen Guevara Venegas. Pertenece a una familia conformada por sus padres y cuatro hermanos. Desde pequeña se identificó interiormente como una niña. Wendy ha compartido que sufrió dos sucesos muy desagradables en su infancia. Fue víctima de abuso sexual a los ocho años de edad y tiempo después fue arrollada por un camión. Trabajó durante muchos años con su padre en la fabricación de calzado. Wendy se vestía de mujer en hoteles, a escondidas de su familia. Tardó tiempo en revelar su identidad a su familia. Wendy terminó por abrazar por completo su condición de mujer trans y finalmente fue aceptada por su familia. Abandonó sus estudios de manera temprana. En una época intentó dedicarse al trabajo sexual, sin éxito. Su nombre femenino le fue asignado por una amiga con la que trabajaba en una estética y fue tomado de un personaje interpretado por la actriz Angélica Vale en la telenovela Amigas y rivales (2001). Previamente utilizó en un breve periodo el nombre de "Vianney".

### Karina Torres
Karina Torres, cuyo nombre completo es Edna Karina Torres Hernández, nació el 4 de agosto de 1990 en el barrio de San Juan de El Coecillo, en León de los Aldama, Guanajuato. Es una influencer, comediante y estilista profesional mexicana, reconocida por su participación en el colectivo Las Perdidas junto a Wendy Guevara y Paola Suárez.
Desde temprana edad, Karina enfrentó desafíos personales, incluyendo problemas de adicción que comenzaron a los 15 años y se extendieron por 14 años. Durante ese tiempo, se distanció de su familia y vivió situaciones difíciles. Posteriormente, logró rehabilitarse y transformar su vida.
En 2023, se graduó como estilista profesional por la Academia de Belleza y Cosmetología León, lo que marcó un hito en su proceso de superación personal. Karina ha contado públicamente su historia como una forma de inspirar a otras personas.
Ganó notoriedad en redes sociales a través de transmisiones en vivo y videos junto a Wendy Guevara. Su carisma y autenticidad le han permitido acumular una base sólida de seguidores en plataformas como YouTube e Instagram.
En 2024, viajó a París para cubrir los Juegos Olímpicos, consolidando su presencia en el ámbito digital y siendo reconocida por medios nacionales como una figura relevante dentro del entretenimiento.

### Kimberly IreneLa Más Preciosa
Kimberly nació en el barrio de San Juan de El Coecillo, en León, Guanajuato el 2 de diciembre de 1990 bajo el nombre de Juan Luis Romero Irene. Creció con sus tías. Su madre es invidente a consecuencia de la diabetes, y su padre estuvo separado de la familia durante algún tiempo. Al igual que sus compañeras, Kimberly afirma que su identidad de género afloró en ella desde una temprana edad. Incluso afirma que su familia solía tomarle fotografías con bolsos y accesorios femeninos. Kimberly afirma que ella nunca tuvo necesidad de confesarle a su familia su identidad de género. Obviamente no había necesidad de ello. Su familia ha aceptado plenamente su condición de mujer trans de manera natural, sin cuestionamientos. Al igual que sus compañeras, también fue objeto de burlas y acoso, pero esto no fue un obstáculo para vivir su vida plenamente. Durante mucho tiempo, Kimberly trabajó para empresas de calzado. También afirma haber formado parte de una pandilla local bajo el nombre de "El Chino". Su nombre femenino, al igual que el de sus colegas, proviene de un personaje de una telenovela (Atrévete a soñar, 2009). Kimberly comienza a hacer mancuerna con sus colegas después del éxito de su video viral en internet. Su divertida personalidad, cautivó al público y fue determinante para unirse al grupo. Kimberly enfrentó problemas graves de salud en 2021 a consecuencia de complicaciones de una cirugía estética. Por fortuna, logró salir airosa de esta situación y comparte su testimonio con sus seguidores.

## Vida personal

### Paola Suárez
Suárez ha declarado públicamente sobre los efectos negativos que trae el realizarse cirugías estéticas usando biopolímeros, llegando afirmando incluso que se arrepiente de haberse inyectado estos cosméticos, ya que si bien ella no sufrió de efectos secundarios graves, varias de sus compañeras sí sufrieron severamente por el uso de estos productos, incluso llevando a varias de estas a perder la vida. En noviembre del 2021, Suárez se sometió a una cirugía para retirarse el biopolímero de sus glúteos..
A pesar de mantener su vida privada alejada del medio, se sabe que mantenía una relación con su pareja José de Jesús Castro Gómez, desde mediados del 2023; y en enero del 2024, Jesús le propuso matrimonio a la influencer, quien lo compartió a través de sus redes sociales. Sin embargo, 1 día después de los hechos, Paola fue hospitalizada de emergencia tras sufrir una violenta golpiza supuestamente propinada por su ex-prometido.
A través de un live de YouTube en el canal de Paola, Wendy Guevara dio a conocer el estado de esta misma, mostrando a la influencer recostada sobre una cama de hospital, con el rostro hinchado y un evidente hematoma en su ojo derecho, mencionando que también presentaba dos costillas rotas y que estaba en riesgo de perder su ojo derecho. «Su novio la golpeó, yo la verdad no había querido decir nada… ni Evelyn, ni nadie. Ya sabíamos. No habíamos querido decir nada, por respeto a ella, hasta que ella lo dijera», expresó la influencer; quien también mencionó que tanto ella como sus demás amigas se habían ofrecido a pagarle una estancia en un hospital privado, sin embargo Paola rechazó su propuesta.

### Wendy Guevara
Guevara también suele mantener su vida amorosa lejos del ojo público; aunque en varias ocasiones se le ha llegado a relacionado con el entrenador y cantante venezolano de música urbana, Marlon Colmenarez, pero a pesar de esto, ha manifestado públicamente que su relación con él, es estrictamente amistosa. Otra persona con la que se le ha relacionado románticamente es Nicola Porcella.
En 2023, Guevara explicó públicamente en el pódcast de los youtubers, La Divaza y La José, que no se identifica como una mujer, sino como una chica trans. Parte de algunos grupos de la comunidad LGBT, han criticado la postura de Wendy, con respecto a que no se defina totalmente como mujer, sino de «mujer trans».
Guevara, también logró, sin pretenderlo, marcar historia al mismo tiempo que representó y visibilizó al colectivo trans en distintos medios de comunicación tras haber formado parte de La casa de los famosos México el cual tuvo una exposición masiva en México, otros países Latinoaméricanos y Estados Unidos.

### Kimberly Irene «La Más Preciosa»
Irene mantiene una relación con el también influencer y enfermero, Óscar Barajas desde febrero de 2023. Un mes después, se anunció el compromiso de la pareja, el cual terminó en julio de ese mismo año; sin embargo, la pareja regresó en septiembre poniendo su compromiso en marcha otra vez, incluso mencionando que ambos tenían planes de convertirse en padres.
Kimberly y Óscar se casaron de forma legal el 4 de diciembre de 2023 y de igual manera, tuvieron una boda espiritual y una fiesta con sus seres queridos el 9 de diciembre de ese mismo año.
En octubre del 2021, Kimberly se sometió a una cirugía estética para mejorar su apariencia física, sin embargo, luego de la cirugía y tras intensos malestares, regresó al hospital en donde se le diagnosticó una trombosis; y desafortunadamente 2 días después, entró en estado de coma, despertando de este mismo tras aproximadamente una semana. Durante el final de la cuarta temporada del programa de entrevistas Pinky Promise, Kimberly explicó más a detalle las razones del porqué casi pierde la vida tras la operación; revelando que no fue un caso de negligencia médica, si no más bien, fue que ella no siguió las indicaciones preoperatorias del doctor, revelando que un día antes de la operación consumió alcohol y drogas, las cuáles complicaron la cirugía.«Cuídense mucho, sigan las instrucciones del doctor que no les valga como lo hice yo. Le doy gracias a Dios que me dio un nuevo comienzo de vida por eso me tatúe un ave fénix porque fue un nuevo comienzo», finalizó la influencer.

## Trayectoria

### 2017–2018: Video viral
En el año 2017, Wendy Guevara y Paola Suárez se encontraron con unos muchachos para una cita. La reunión se llevó a cabo en un cerro aledaño en la ciudad de León, Guanajuato. Al cabo de un rato, los chicos partieron por unos tragos y dejaron a las jóvenes solas en aquel lugar. Aunque la situación era tensa, las dos chicas lo tomaron con humor y grabaron un video, mismo que un amigo de Paola compartió días después a través de Facebook. En dicho video, ambas jóvenes explicaban su situación en aquel cerro mientras gritaban con humor : "¡Estamos perdidas, perdidas, PERDIDAS!" . Dicho video se viralizó y en un par de semanas, ambas chicas se convirtieron en un suceso en el internet. Más tarde, en ese mismo año, fueron galardonadas con el Premio MTV MIAW a los videos virales más exitosos en las redes sociales (en la categoría Lords & Ladies del Año). A partir de entonces, Wendy comenzaría a compartir contenido en redes sociales como YouTube, TikTok e Instagram. Pero como Paola vivía en ese momento en la Ciudad de México, Wendy invitó a Kimberly Irene a alternar con ella en sus transmisiones. El público quedó prendado de Kimberly y fue aceptada como parte del grupo.

### 2019–2021: Éxito en internet
Las Perdidas comenzaron compartiendo contenido en común a través de YouTube y trabajando con la plataforma Labia Network. Finalmente comenzaron a colaborar con la red MarceVlogs, específicamente en el canal Chic TV. Ahora cada una también comparte su propio contenido en canales individuales. Su éxito las ha llevado a una enorme cantidad de programas en plataformas y shows de televisión. En 2019, Wendy y Paola realizaron un especial virtual para la telenovela, Doña Flor y sus dos maridos (2019), con la cadena Televisa. En sus contenidos han ido anexando a su grupo de amigos, en lo que ahora se conoce como El Clan de Las Perdidas.

### 2022–presente: Expansión de negocios y telerrealidad
Además de la creación de contenido audiovisual en la plataforma de YouTube, Las Perdidas han incursionado, en conjunto o por separado, en otras empresas. Las tres se han lanzado al mundo de la música con diversos sencillos disponibles en diversas plataformas; En 2022, Paola lanzó su propia línea de calzado de tallas grandes para todo tipo de personas; También son socias en un negocio de comidas y aguas frescas en su barrio natal, así como en una agencia de viajes. Las tres también dan shows en antros y clubes nocturnos y realizan shows de transformismo en diversas giras por México y algunos países de Latinoamérica. Las tres influencers a menudo también aparecen como modelos de diseños del diseñador Carlos Zermeño.
En 2022, Las Perdidas colaboran con la periodista Adela Micha en su plataforma de contenido audiovisual La Saga, con un show de entrevistas titulado Ni tan perdidas. En 2023, el trío participa en la serie de televisión autobiográfica de Gloria Trevi, Gloria Trevi: ellas soy yo (2023), producida por Carla Estrada, para TelevisaUnivision.
En 2023, Wendy participó en el programa de telerrealidad, La casa de los famosos México, transmitido por los canales de TelevisaUnivision. Tras 71 días de competencia televisiva, Wendy obtuvo el primer lugar de la competencia, convirtiéndose en la primera mujer trans en ganar un programa de telerrealidad en México y Latinoamérica. Posteriormente, se reveló que Wendy tendría su propio reality show en el servicio de streaming Vix, titulado, Wendy, Perdida pero Famosa, donde también aparecerían su grupo de amigos, denominado El Clan de Las Perdidas. En 2023, Paola y Kimberly tuvieron una participación especial en la serie El príncipe del barrio, también con la cadena Televisa.

## Reconocimientos

### Premios y nominaciones
| Año  | Premiación            | Trabajo nominado | Categoría              | Resultado | Ref.   |
| ---- | --------------------- | ---------------- | ---------------------- | --------- | ------ |
| 2017 | MTV Millennial Awards | Ellas mismas     | Lords & Ladies del Año | Ganadoras | [ 42 ] |
| 2021 | MTV Millennial Awards | Ellas mismas     | Filósofas del Año      | Nominadas | [ 43 ] |
| 2022 | MTV Millennial Awards | Kimberly Irene   | Miawdio del año        | Ganadora  | [ 44 ] |